# Derde Divisie 2023/24
Die Derde Divisie 2023/24 war die achte Spielzeit als nur noch vierthöchsten niederländischen Fußballliga. Sie begann am 19. August 2023 und endete am 25. Mai 2024. Es war die erste Saison in der es keine Einteilung nach der Samstags- und Sonntagsstaffel gab.
Die Meister der Gruppe A und B stiegen direkt in die Tweede Divisie auf. Aus jeder Gruppe spielten am Saisonende die Teams der Plätze zwei bis vier in Play-offs einen weiteren Aufsteiger aus. Die jeweils Tabellenletzten und -vorletzten stiegen direkt in die Vierde Divisie ab, während die jeweils Dritt- und Viertletzten in Relegationsspielen um den Klassenerhalt spielten.

## Gruppe A
| Pl. | Verein                  | Sp. | S  | U  | N  | Tore    | Diff. | Punkte |
| --- | ----------------------- | --- | -- | -- | -- | ------- | ----- | ------ |
| 1.  | RKAV Volendam           | 34  | 21 | 3  | 10 | 092:530 | +39   | 66     |
| 2.  | VV IJsselmeervogels (A) | 34  | 19 | 6  | 9  | 072:430 | +29   | 63     |
| 3.  | SC Genemuiden (N) 1     | 34  | 16 | 11 | 7  | 068:400 | +28   | 59     |
| 4.  | USV Hercules 2          | 34  | 17 | 6  | 11 | 063:430 | +20   | 57     |
| 5.  | Sparta Nijkerk          | 34  | 18 | 2  | 14 | 081:660 | +15   | 56     |
| 6.  | Harkemase Boys 3        | 34  | 14 | 12 | 8  | 062:470 | +15   | 54     |
| 7.  | VV DOVO                 | 34  | 14 | 10 | 10 | 062:450 | +17   | 52     |
| 8.  | HSC ’21                 | 34  | 14 | 10 | 10 | 060:530 | +7    | 52     |
| 9.  | DVS '33 Ermelo          | 34  | 14 | 6  | 14 | 061:420 | +19   | 48     |
| 10. | FC Rijnvogels           | 34  | 14 | 6  | 14 | 060:620 | −2    | 48     |
| 11. | VV Eemdijk (N)          | 34  | 13 | 9  | 12 | 057:620 | −5    | 48     |
| 12. | VV Sint Bavo (N)        | 34  | 14 | 5  | 15 | 062:670 | −5    | 47     |
| 13. | RKVV DEM Beverwijk      | 34  | 14 | 5  | 15 | 049:540 | −5    | 47     |
| 14. | SV Urk                  | 34  | 12 | 9  | 13 | 056:730 | −17   | 45     |
| 15. | VV Staphorst            | 34  | 13 | 5  | 16 | 056:640 | −8    | 44     |
| 16. | VV Hoogeveen (N)        | 34  | 10 | 3  | 21 | 045:870 | −42   | 33     |
| 17. | SV Kampong (N)          | 34  | 6  | 7  | 21 | 044:700 | −26   | 25     |
| 18. | ODIN '59                | 34  | 3  | 5  | 26 | 029:108 | −79   | 14     |

Platzierungskriterien: 1. Punkte – 2. Tordifferenz – 3. geschossene Tore

| (A) | Absteiger aus der Tweede Divisie 2022/23 |
| (N) | Neuaufsteiger aus der Vierde Divisie     |

## Gruppe B
| Pl. | Verein            | Sp. | S  | U  | N  | Tore    | Diff. | Punkte |
| --- | ----------------- | --- | -- | -- | -- | ------- | ----- | ------ |
| 1.  | BVV Barendrecht 1 | 34  | 22 | 5  | 7  | 076:370 | +39   | 71     |
| 2.  | VV SteDoCo (N) 2  | 34  | 20 | 9  | 5  | 070:320 | +38   | 69     |
| 3.  | Blauw Geel ’38 3  | 32  | 19 | 6  | 7  | 067:350 | +32   | 63     |
| 4.  | SV TEC (N)        | 34  | 17 | 10 | 7  | 067:330 | +34   | 61     |
| 5.  | Sportlust '46     | 34  | 18 | 7  | 9  | 056:360 | +20   | 61     |
| 6.  | VV Gemert         | 34  | 17 | 7  | 10 | 064:620 | +2    | 58     |
| 7.  | SV Meerssen (N)   | 34  | 16 | 8  | 10 | 071:520 | +19   | 56     |
| 8.  | SV TOGB Berkel    | 34  | 16 | 2  | 16 | 047:430 | +4    | 50     |
| 9.  | HSV Hoek          | 34  | 13 | 8  | 13 | 073:530 | +20   | 47     |
| 10. | VV UNA            | 34  | 13 | 8  | 13 | 050:460 | +4    | 47     |
| 11. | Quick Den Haag    | 34  | 15 | 2  | 17 | 062:640 | −2    | 47     |
| 12. | VV Kloetinge (N)  | 34  | 13 | 8  | 13 | 045:480 | −3    | 47     |
| 13. | OJC Rosmalen      | 34  | 8  | 12 | 14 | 055:700 | −15   | 36     |
| 14. | SV Oss '20        | 34  | 10 | 6  | 18 | 047:700 | −23   | 36     |
| 15. | AWC Wijchen (N) 4 | 34  | 8  | 7  | 19 | 028:660 | −38   | 30     |
| 16. | GVV Unitas        | 34  | 8  | 5  | 21 | 040:640 | −24   | 29     |
| 17. | RKSV Groene Ster  | 34  | 7  | 5  | 22 | 029:790 | −50   | 26     |
| 18. | VV Baronie        | 34  | 6  | 2  | 26 | 034:910 | −57   | 20     |

Platzierungskriterien: 1. Punkte – 2. Tordifferenz – 3. geschossene Tore

| (N) | Neuaufsteiger aus der Vierde Divisie |

## Play-offs Aufstieg
Teilnehmer sind die Teams auf den Plätzen 15 und 16 der Tweede Divisie, sowie die jeweils drei Periodensieger der Derde Divisie A und B (6 Teams). Die acht Mannschaften spielen in drei Runden mit Hin- und Rückspiel einen Ligaplatz in der Tweede Divisie aus. Die Verlierer spielen im folgenden Jahr in der Derde Divisie.

### 1. Runde
| Datum             |                | Gesamt          |                     | Hinspiel | Rückspiel |
| ----------------- | -------------- | --------------- | ------------------- | -------- | --------- |
| 29.05./01.06.2024 | Blauw Geel ’38 | 3:3 (5:4 i. E.) | Kozakken Boys       | 2:1      | 1:2 n. V. |
| 29.05./01.06.2024 | SV TEC         | 2:6             | SC Genemuiden       | 1:0      | 1:5       |
| 29.05./01.06.2024 | Harkemase Boys | 2:2 (6:5 i. E.) | VV SteDoCo          | 1:1      | 1:1 n. V. |
| 29.05./01.06.2024 | USV Hercules   | 1:4             | Excelsior Maassluis | 1:1      | 0:3       |

### 2. Runde
| Datum             |                | Gesamt          |                     | Hinspiel | Rückspiel |
| ----------------- | -------------- | --------------- | ------------------- | -------- | --------- |
| 05.06./08.06.2024 | Blauw Geel ’38 | 7:7 (3:4 i. E.) | SC Genemuiden       | 4:3      | 3:4 n. V. |
| 05.06./08.06.2024 | Harkemase Boys | 2:3             | Excelsior Maassluis | 1:1      | 1:2       |

### Finale
| Datum             |                     | Gesamt |               | Hinspiel | Rückspiel |
| ----------------- | ------------------- | ------ | ------------- | -------- | --------- |
| 12.06./15.06.2024 | Excelsior Maassluis | 6:1    | SC Genemuiden | 3:1      | 3:0       |

## Relegation
Teilnehmer sind die Teams auf den Plätzen 15 und 16, sowie die drei Periodensieger der beiden Gruppen der Vierde Divisie (6 Teams). Die acht Mannschaften spielen in zwei Runden mit Hin- und Rückspiel zwei Plätze für die Derde Divisie aus. Die vier Finalsieger spielen im folgenden Jahr in der Derde Divisie.

### Gruppe A
Halbfinale
| Datum             |                     | Gesamt          |                 | Hinspiel | Rückspiel |
| ----------------- | ------------------- | --------------- | --------------- | -------- | --------- |
| 29.05./01.06.2024 | AZSV                | 1:2             | SV Huizen       | 0:1      | 1:1       |
| 29.05./01.06.2024 | ROHDA Raalte        | 4:3             | VV Hoogeveen    | 1:3      | 3:0       |
| 29.05./01.06.2024 | JOS Watergraafsmeer | 5:4             | VV Staphorst    | 1:2      | 4:2 n. V. |
| 29.05./01.06.2024 | HBC Heemstede       | 2:2 (4:3 i. E.) | VV Scherpenzeel | 0:0      | 2:2 n. V. |

Finale
| Datum             |               | Gesamt |                     | Hinspiel | Rückspiel |
| ----------------- | ------------- | ------ | ------------------- | -------- | --------- |
| 05.06./08.06.2024 | ROHDA Raalte  | 0:1    | SV Huizen           | 0:1      | 0:0       |
| 05.06./08.06.2024 | HBC Heemstede | 4:1    | JOS Watergraafsmeer | 2:1      | 2:0       |

- VV Hoogeveen und VV Staphorst stiegen ab.

### Gruppe B
Halbfinale
| Datum             |                 | Gesamt          |                   | Hinspiel | Rückspiel |
| ----------------- | --------------- | --------------- | ----------------- | -------- | --------- |
| 29.05./01.06.2024 | VV Smitshoek    | 3:1             | AWC Wijchen       | 1:1      | 2:0       |
| 29.05./01.06.2024 | RKVV Westlandia | 0:5             | Achilles Veen     | 0:3      | 0:2       |
| 29.05./01.06.2024 | RKSV Halsteren  | 2:5             | FC 's-Gravenzande | 2:3      | 0:2       |
| 29.05./01.06.2024 | VV Dongen       | 2:2 (2:4 i. E.) | GVV Unitas        | 1:1      | 1:1 n. V. |

Finale
| Datum             |              | Gesamt |                   | Hinspiel | Rückspiel |
| ----------------- | ------------ | ------ | ----------------- | -------- | --------- |
| 05.06./08.06.2024 | VV Smitshoek | 2:0    | Achilles Veen     | 1:0      | 1:0       |
| 05.06./08.06.2024 | GVV Unitas   | 2:3    | FC 's-Gravenzande | 2:2      | 0:1       |

- AWC Wijchen und GVV Unitas stiegen ab.